# صفصاف زاحف
صفصاف زاحف (الاسم العلمي: Salix repens)، نوع من الصفصاف وفصيلة الصفصافية. ويصل ارتفاعه إلى 1.5 متر. توجد بين الكثبان الرملية والأراضي الرطبة، وهو نوع متعدد الأشكال، مع مجموعة واسعة من المتغيرات.
أعطانهافي يوريسيبيريا. تنتشر على نطاق واسع حول سواحل أوروبا الغربية والشمالية.